# Тагма (военное дело)
Та́гма (греч. τάγμα), также Ви́гла (греч. Βίγλα от лат. vigilia) либо Арифмо́с (греч. Ἀριθμός) — основная единица деления ромейского войска, соответствовавшая полку. 
В современном греческом языке «тагма» означает батальон, а «вигла» — стража: Димитровский батальон — греч. Τάγμα Δημητρόφ. 

## История
В литературе упоминаются тагмы воинов, объединенных по признаку единой территории и народности (например, тагма колхов) или иному признаку (тагма «бессмертных»). Существовали также тагмы федератов и оптиматов (то есть «лучших»; эта тагма не имела ограничений по численности). 
Столичные тагмы, ромейская императорская охрана (гвардия): кавалерийские (схолы, экскувиты, арифмы и иканаты), пехотные. Тагма стен охраняла так называемые «Длинные стены». Экскувиты и иканаты могли временно размещаться в провинции. (Несмотря на гордое название «гвардия», эти формирования вовсе не обязательно являлись действительно лучшими частями византийского войска; в действительности эта «гвардия» представляла собой нечто вроде русского стрелецкого войска к началу XVIII века.). 
Согласно Стратегикону Маврикия, тагма должна была состоять из 200—400 воинов. Командир тагмы назывался тагматархом (Tagmatarchis) или комитом. Каждая тагма имела свой флаг. Она состояла из более мелких подразделений — гекатонтархий, декархий и тому подобное. Из тагм формировались более крупные отряды — миры (moira) или хилиархии, во главе которых стояли мирархи (иначе хилиархи, дуксы). Глубина строя тагмы составляла от 7 до 10 воинов. В бою тагмы должны располагаться на расстоянии одного полёта стрелы.